# ライター (キャロル・キングのアルバム)
| 専門評論家によるレビュー | 専門評論家によるレビュー |
| レビュー・スコア         | レビュー・スコア         |
| 出典                     | 評価                     |
| ------------------------ | ------------------------ |
| AllMusic                 | [ 1 ]                    |
| Christgau's Record Guide | B                        |

『ライター』（Writer）は、1970年5月に発売された、アメリカのシンガーソングライター、キャロル・キングのデビュー・スタジオ・アルバム。キングはすでにソングライターとして成功したキャリアを持っており、1968年にロサンゼルスに転居したあとで短命だったグループ、ザ・シティのメンバーだったこともあった。アルバムには1962年にザ・ドリフターズによって全米4位のヒットとなった「アップ・オン・ザ・ルーフ」や、ビリー・ジョー・ロイヤルがレコーディングした「チャイルド・オブ・マイン」などが収録されている。発売当初は注目を集めなかったが、1971年の次作『つづれおり』のヒットを受けてチャート入りを果たした。プロデュースは、アルバムがレコーディングされたクリスタル・サウンド・スタジオの共同創設者であるジョン・フィッシュバックが担当した。
このアルバムは批評家から肯定的な評価を受けており、AllMusicは「彼女のオリジナル・アルバムの中で、最も過小評価されている」と指摘した。また、ローリングストーン誌でも『つづれおり』を取り上げたレビューの中で、ジョン・ランドーは「『ライター』は欠点はあるものの祝福だった」と記し、「制作は貧弱」だったものの、キング自身がこのアルバムを「非常に価値あるもの」にしてくれたと書いている。

## 収録曲
トニ・スターンによる「ラズベリー・ジャム」と「私の胸にとびこんで」の歌詞を除き、全曲ジェリー・ゴフィンとキャロル・キングの作詞作曲。
サイド1
1. 「宇宙の果まで」"Spaceship Races" – 3:09
2. 「夢いっぱいの風船に乗って」"No Easy Way Down" – 4:36
3. 「チャイルド・オブ・マイン」"Child of Mine" – 4:05
4. 『ゴーイン・バック」"Goin' Back" – 3:20
5. 「悲しい思いをさせないで」"To Love" – 3:39
6. 「私の胸にとびこんで」"What Have You Got to Lose" – 3:33

サイド2
1. 「イバンチャリー」"Eventually" – 5:01
2. 「ラズベリー・ジャム」"Raspberry Jam" – 4:35
3. 「夢を追っても」"Can't You Be Real" – 3:00
4. 「遠くに行っても」"I Can't Hear You No More" – 2:46
5. 「スイート・スイートハート」"Sweet Sweetheart" – 2:46
6. 「アップ・オン・ザ・ルーフ」"Up on the Roof" – 3:37

## パーソネル
- キャロル・キング – ピアノ、ボーカル、バッキングボーカル、編曲
- ラルフ・シュケット（英語版） – オルガン
- ジョン・フィッシュバック – モーグ・シンセサイザー
- ジェームス・テイラー – アコースティックギターとバッキングボーカル（「ゴーイン・バック」
- ダニ‐・コーチマー – アコースティックギター、エレクトリックギター、コンガ
- チャールス・ラーキー – フェンダー・ベース
- ジョエル・オブライエン – ドラムス、パーカッション、ヴァイブ
- アビゲイル・ハネス、ドロレス・ホール – バッキングボーカル

## 制作
- ジョン・フィッシュバック – プロデューサー
- アンドリュー・ベーリナー – エンジニア
- ジェリー・ゴフィン – ミキシング
- ガイ・ウェブスター（英語版） – カバー写真
- トム・ニューワース – ライナー写真
- ロッド・ダイヤー（英語版）、ポール・ブルワイラー – レイアウト、デザイン

## チャート成績
| チャート（1971年）                | 順位 |
| --------------------------------- | ---- |
| カナダ RMPアルバム・チャート      | 62   |
| 日本 オリコン・アルバム・チャート | 67   |
| US ビルボード・トップ・LP         | 84   |